# Ministerialismo
Con il termine ministerialismo, socialismo ministeriale o anche millerandismo si intende definire una corrente di pensiero diffusasi a partire dai primi anni del XX secolo all'interno del Partito Socialista Italiano e del movimento operaio italiano in generale. Si trattava di un concetto familiare a pensatori riformisti come Filippo Turati, il quale lanciò dalle colonne di Critica Sociale e poi de L'Avanti! l'idea che il movimento socialista dovesse trovare una strada per dialogare con i liberali che si stavano coagulando attorno a Giovanni Giolitti. Quest'ultimo nei mesi precedenti si era differenziato da Giuseppe Saracco, capo del governo fino al febbraio del 1901, che dopo lo sciopero di Genova aveva provveduto a far sciogliere la locale Camera del Lavoro. Non è quindi possibile separare il concetto di ministerialismo e il suo sviluppo da quanto parallelamente emergeva in campo liberale. La finalità di Giolitti era tattica e si può discutere se questo aspetto fosse stato realmente compreso dai socialisti riformisti. Giolitti sosteneva infatti che soprattutto nell'Italia settentrionale, dopo le grandi mobilitazioni che avevano contraddistinto l'ultimo decennio, fosse impossibile governare in opposizione al movimento socialista e sindacale.
Turati sostenne che era necessario creare forme d'intesa con i settori più progressisti della borghesia italiana, per creare alleanze tattiche in una fase in cui la repressione poteva spazzare via quello che si era creato in tema di forze socialiste e Camere del lavoro. In occasione della decisione di astenersi sulla formazione del governo Zanardelli, Turati fu duramente attaccato da Arturo Labriola, il quale sulle colonne de La Propaganda lo accusava di sottovalutare la forza del movimento. Nonostante le polemiche interne, la linea del ministerialismo in buona sostanza prevalse, anche se in una formula più sfumata rispetto a quella inizialmente promossa da Turati. Il PSI deliberò di valutare «caso per caso», ossia che di volta in volta il gruppo parlamentare decidesse se votare o meno a sostegno dei provvedimenti governativi, a seconda di come si configuravano in relazione agli interesse della classe lavoratrice. Anche se Turati polemizzò con questa formulazione, tempo dopo dovette riconoscere che il PSI aveva fattivamente deciso di adottare una linea che non era più quella del «caso per caso», ma era bensì quella di «difendere dagli assalti reazionari un governo che ... rispetta lo svolgimento normale, ossia fecondo e civile, della lotta di classe». Se ne ebbe prova in occasione del voto sul bilancio del Ministero degli esteri, a cui il PSI votò a favore, chiudendo gli occhi di fronte a una linea politica di fattivo appoggio alla Triplice Alleanza e alle spese militari in aumento.